# Капеле деј Марзи
Капеле деј Марзи (итал. Cappelle dei Marsi) је насеље у Италији у округу Л'Аквила, региону Абруцо.
Према процени из 2011. у насељу је живело 910 становника. Насеље се налази на надморској висини од 711 м.